# Universidade Estadual de Maringá
Die Universidade Estadual de Maringá (UEM; deutsch Bundesuniversität von Maringá) ist eine brasilianische staatliche Universität in Maringá. Dort wurde sie 1970 gegründet, indem drei staatliche Einrichtungen zusammengeführt wurden.

## Geschichte
In Maringá wurde 1959 eine Wirtschaftswissenschaftliche Fakultät gegründet. 1967 wurde eine Rechtsfakultät und eine Fakultät für Philosophie, Wissenschaften und Literatur gegründet. Die Universität, die die drei Fakultäten umfasste, wurde am 6. November 1969 durch das Gesetz Nr. 6034 autorisiert und durch das Landesdekret Nr. 18109 am 28. Januar 1970 unter dem Namen Fundação Universidade Estadual de Maringá (FUEM) gegründet. Sie wurde am 11. Mai 1976 vom Bundesstaat Paraná anerkannt. Ab dem Zeitpunkt der Bundesanerkennung im Mai 1976 wurde das Modell von drei Fakultäten und einem Institut auf ein Modell von Abteilungen unter zentraler Leitung umgestellt. In den ersten sieben Jahren (1970–1976) wurde der definitive Campus bezogen. Ab 1986 wurden Zweigstellen in Cianorte, Cidade Gaúcha, Goioerê, Ivaiporã, Porto Rico und Umuarama gegründet.

## Galerie

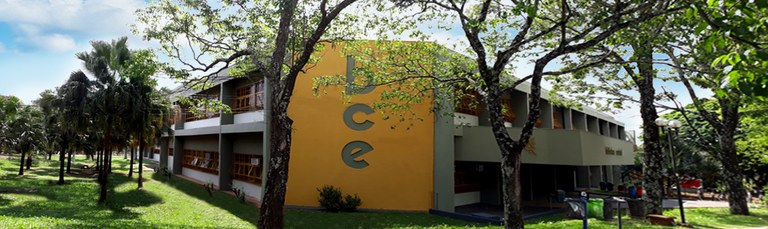
Zentralbibliothek Biblioteca Central (BCE)
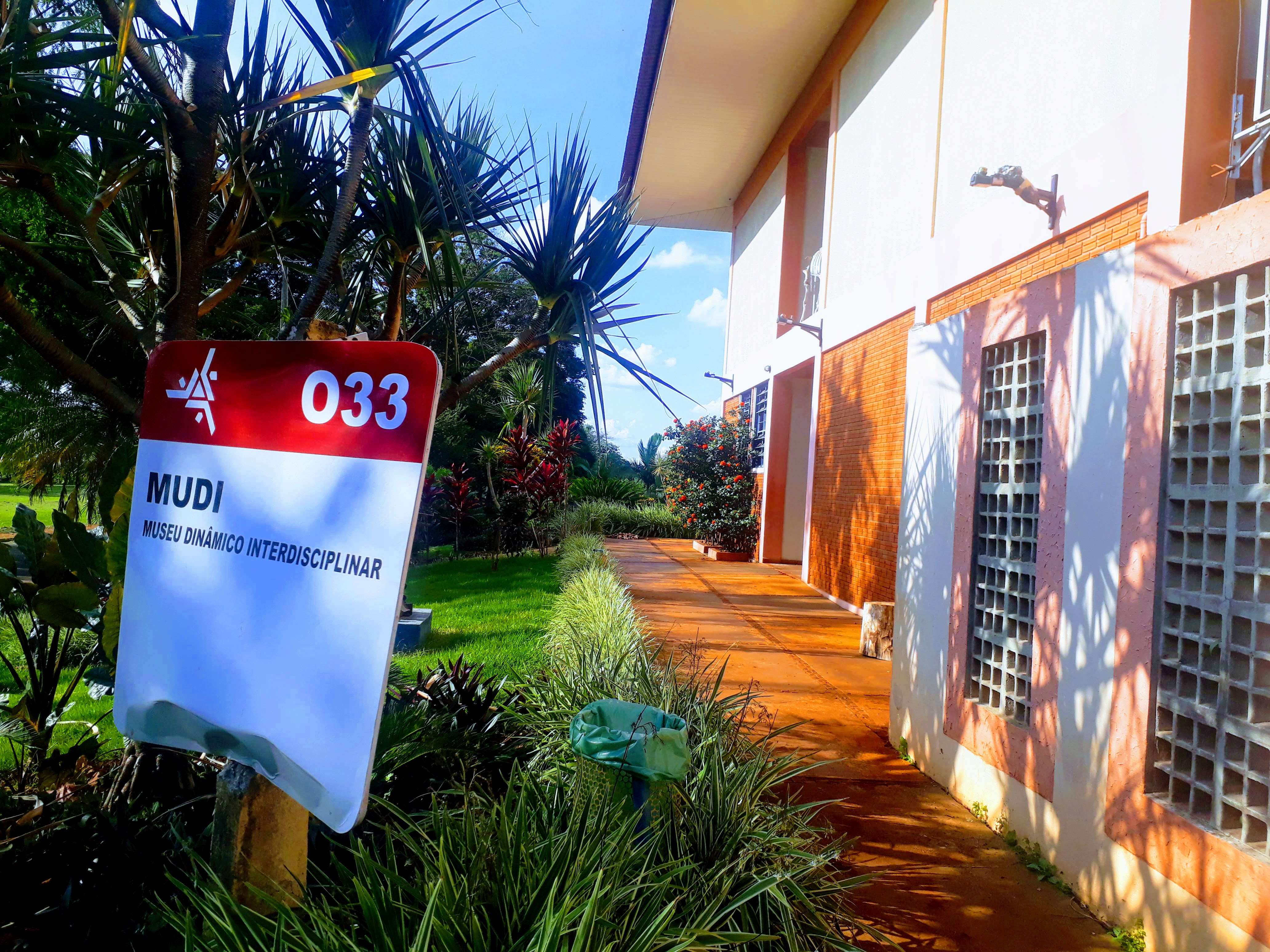
Wissenschaftsmuseum Museu Dinâmico Interdisciplinar (MUDI)
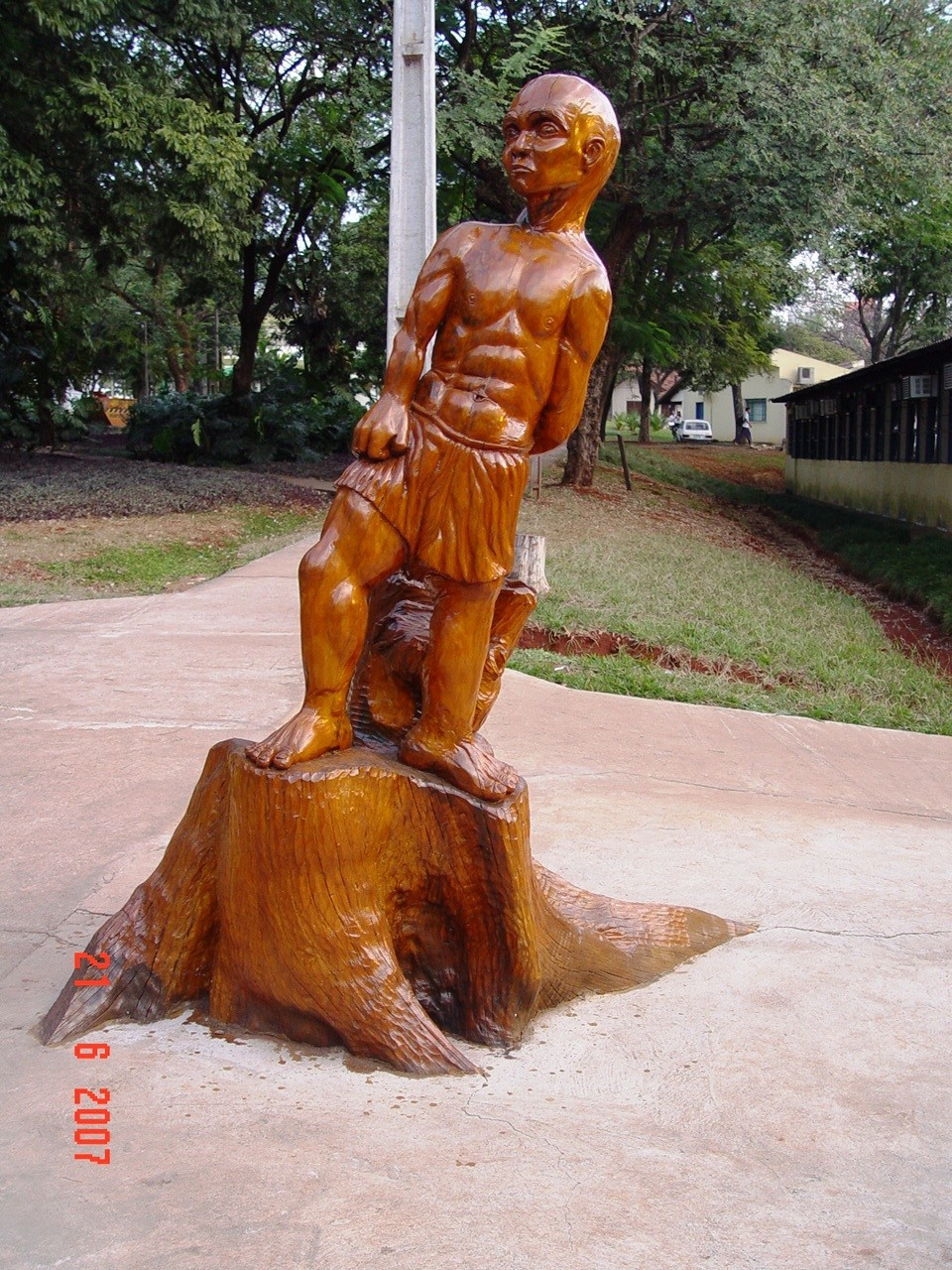
Skulptur O Contemplador („Der Betrachter“) auf dem Gelände der UEM
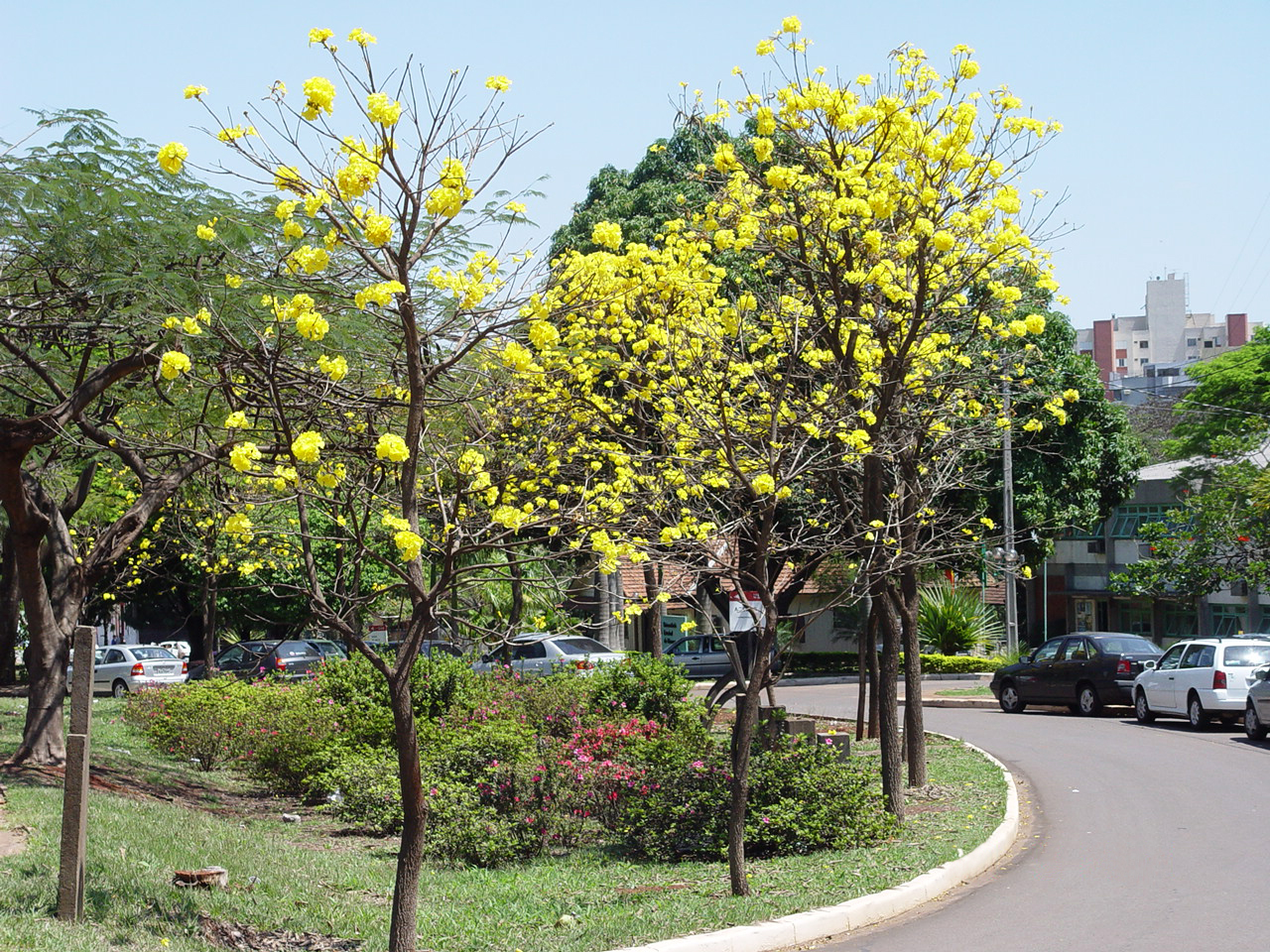
Goldtrompetenbaum auf dem Campus der UEM
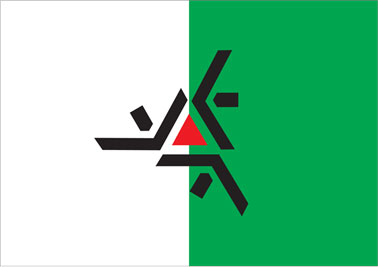
Flagge der UEM